# San Sebastián (paroisse civile)
Pour les articles homonymes, voir San Sebastián.
San Sebastián est l'une des cinq paroisses civiles de la municipalité de San Cristóbal dans l'État de Táchira au Venezuela. Sa capitale est San Cristóbal, chef-lieu de la municipalité et capitale de l'État.